# United Brussels Handball Club
Ne pas confondre avec le Brussels Handball Club et le BEHS, deux autres clubs bruxellois de handball.
Maillots
Le United Brussels Handball Club, abrégé United Brussels HC ou encore UBHC, est un club belge de handball situé à Schaerbeek en Région de Bruxelles-Capitale.
Porteur du matricule 601, le club est le fruit de la fusion entre le Mouloudia de Bruxelles et l' Amicale HC Schaerbeek. Seul représentant masculin, l'UBHC est le digne héritier d'un riche passé du handball bruxellois et plus précisément schaerbeekois.
Affilié à la LFH, le club joue en D1 LFH.

## Histoire
Le United Brussels HC fut créé en 2011, il reçoit donc le matricule 601, pourtant il est le fruit d'une fusion entre deux clubs de la capitale l'Amicale Handball Club de Schaerbeek et le Mouloudia de Bruxelles.

### Histoire de l'AHC Schaerbeek

#### Les débuts
L' Amicale Handball Club Schaerbeek, soit le matricule ?, fut fondée en 1972 par le professeur d'éducation physique puis par la suite préfet de l'Athénée de Schaerbeek Claude Delvenne, qui réussit à faire valoir le handball aux jeunes de l'Athénée à une période où le handball est déjà bien ancré dans la commune avec par exemple l'Ambiorix Schaerbeek, le Crossing Schaerbeek ou le CH Schaerbeek Brussels.
Plusieurs années plus tard, du fait des nombres en constante évolution des jeunes, l'Amicale Handball Club Schaerbeek fut fondée.

#### L'Ascension
Grâce à Pierre Philippo, entraineur et ancien joueur de D1, l'AHC Schaerbeek réussit à aller aux portes de la D1, malheureusement sans jamais pouvoir les franchir.
En 1991, le club disparait.

### Histoire du Mouloudia de Bruxelles
Le Mouloudia de Bruxelles, fut créé en 2005, à la suite de l'initiative de Mohamed Chetouane.
Le club recrute très rapidement des joueurs de talents et se retrouve très vite en Division 2, impressionné par cette spectaculaire montée, plusieurs journaux tant nationaux que internationaux écrivent des articles sur l'ascension du club. Cependant le manque d’un comité étoffé et d’un encadrement des joueurs, le club ne peut accéder à la division supérieure.

### Histoire du United Brussels HC
En avril 2011, les dirigeants de l’Amicale Handball Club Schaerbeek et du Mouloudia de Bruxelles, se réunissent et constatent qu’une fusion profiterait à chacun des deux clubs.
En juillet 2011, le United Brussels Handball Club né avec comme ambition de devenir le plus grand club de Bruxelles et d’atteindre au plus vite la 1re division nationale car une capitale européenne comme Bruxelles se doit d’avoir une équipe qui évolue dans les sphères les plus élevées du Royaume.
En juin 2012, le Handball Club Anderlecht est absorbé avec le United Brussels Handball Club afin de dynamiser les équipes de jeunes et étendre le champ d'action et de recrutement des joueurs.

## Palmarès
Le tableau suivant récapitule les performances du United Brussels Handball Club dans les diverses compétitions belges.
|                    | Palmarès Hommes                                                                                        | Palmarès Dames                   |
| ------------------ | --- | -------------------------------- |
| Saison 2011-2012   | D1LFH - 7ème sur 10 Promotion - 6ème sur 10                                                            | /////                            |
| Saison 2012-2013   | D1LFH - 1er sur 10 → 1er des Play-Offs → Montée D2 Promotion - 11ème sur 15 Promotion R - 12ème sur 15 | /////                            |
| Saison 2013-2014   | D2 - 4ème sur 10 → 3ème des Play-Offs Promotion - 10ème sur 15 Promotion R - 7ème sur 15               | D1LFH - 13èmes sur 14            |
| Saison 2014-2015   | D2 - 7ème sur 8 → 5ème des Play-Downs → Descente D1LFH Promotion - 5ème sur 13                         | D1LFH - 3èmes sur 10             |
| Saison 2015-2016   | D1LFH - 10ème sur 10 → 1er des Play-Downs Promotion R - 8ème sur 13                                    | D1LFH - 6èmes sur 12             |
| Saison 2016 - 2017 | D1LFH - 7ème sur 10 → 2ème des Play-Downs Promotion - 5ème sur 13                                      | D1LFH - 1ères sur 14 → Montée D2 |
| Saison 2017-2018   | D1LFH - En cours Promotion R - En cours                                                                | D2 - En cours                    |

## Rivalités
Le premier but du United Brussels HC est de devenir le plus important club de la capitale que ce soit chez les hommes, les dames ou encore dans les jeunes, mais malheureusement pour lui, d'autres clubs de la région bruxelloise ont ce même but, comme le:
- Brussels HC : a pour but d'être le meilleur club dame de la capitale.
- HC Kraainem
- BEHS : a pour but de devenir le meilleur club dans les équipes jeunes de la capitale.

## Staff Technique
- Directeur technique cellule jeunes :  Alainb Jollivet
- Directeur sportif : Pierre Philippot
- Entraineur D1LFH : Eric Mulder
- Entraineur Promotion : Noureddine El Oueriaghli
- Entraineur D1 LFH Dames : Alain Jollivet
- Entraineur Poussins : Mostapha El Oueriaghli
- Entraineurs Préminimes : Sergiu Mazilu & Thomas Quarin
- Entraineur Minimes : Alexis Toulemonde

## Comité
- Président : Buyar Kartal
- Secrétaire : Basil Papadopoulos
- Trésorier : Mohamed Hamiti

## Maillot
- D1LFH Hommes : Rouge - Noir (Principal), Bleu - Bleu (Secondaire)
- D2 Dames : Rouge - Noir (principal), Bleu - Bleu (Secondaire)
- Promotion : Rouge - Noir (principal), Bleu - Bleu (Secondaire)
- Minimes : Rouge - Vert
- Préminimes : Bleu - Bleu
- Poussins : Bleu - Bleu

## Logo

Logo du UBHC.png